# Schitu Deleni
Schitu Deleni – wieś w Rumunii, w okręgu Aluta, w gminie Teslui. W 2011 roku liczyła 171 mieszkańców. 